# Річка Бабаї
Річка Бабаї  — річка в західній частині Безлюдівки. Ліва притока річки Уда. Вперше згадується на плані 1785 року.

## Характеристика річки
Річка починається від джерела під базою "Чормет" в гаю "Вільховий ріг". Потім утворює невеликий "Вільховий ставок", де є маленький пляж. Далі протікає на заплаві річки Уда із сходу на захід уздовж Панського бору, а потім впадає в ту ж річку.